# Маймага
Маймага (якут. Маймаҕа) — село в Намском улусе Якутии России. Административный центр и единственный населённый пункт Маймагинского наслега. Население — 139 чел. (2021), большинство — якуты .  

## География
Село расположено в пределах Центрально-Якутской равнины, в долине Энсиэли, у озера Хамырый, на левом берегу реки Лена.
Географическое положение
Расстояние до улусного центра — село Намцы — 40 км..
Климат
Средняя температура января -42 °C, июля +17…+18 °С. Осадков выпадает около 200—250 мм в год .

## История
Во время переписи 2002 года входил в  Хатырыкский наслег.
Согласно Закону Республики Саха (Якутия) от 30 ноября 2004 года N 173-З N 353-III село возглавило образованное муниципальное образование Маймагинский наслег.

## Население
| 2002 | 2007 | 2010 | 2012 | 2013 | 2014 | 2015 | 2016 | 2017 | 2018 | 2019 |
| ---- | ---- | ---- | ---- | ---- | ---- | ---- | ---- | ---- | ---- | ---- |
| 152  | ↗157 | →157 | ↘143 | ↘132 | ↘130 | ↗134 | ↗137 | ↘133 | ↗136 | ↘129 |
| 2020 | 2021 |      |      |      |      |      |      |      |      |      |
| ↗132 | ↗139 |      |      |      |      |      |      |      |      |      |

Национальный состав
Согласно результатам переписи 2002 года, в национальной структуре населения якуты составляли   70 % от общей численности населения в 152 чел..

## Инфраструктура
Животноводство (мясо-молочное скотоводство, мясное табунное коневодство).
Клуб, начальная общеобразовательная школа, учреждения здравоохранения и торговли.
мясо-молочное скотоводство, мясное табунное коневодство. 

## Транспорт
Автомобильный  транспорт.